# デニス・ウルフ (サッカー選手)
デニス・サントス・ウルフ（Denis Santos Wolf、1983年1月15日 - ）は、ドイツとフィリピンの元サッカー選手。元フィリピン代表。ポジションはFW。

## クラブ歴
ハノーファーに生まれ地元のSVゲルマニア・グラスドルフの下部組織に在籍。2001年にハノーファー96の下部組織に移籍し、2002年にオーバーリーガに所属するセカンドチームに昇格した。2003-04シーズンの前半にはトップチームに登録され、ブンデスリーガデビューも果たしたが、その後は再びセカンドチームでプレーした。
2005年6月初めにレンタル移籍で3.リーガのフォルトゥナ・デュッセルドルフに1年のレンタル移籍で加入。その後2006年7月には完全移籍した。2007-08シーズンにはライバルクラブであるFCロートヴァイス・エアフルトに移籍しレギュラーとして活躍。
2009年夏に1.FCマクデブルクに移籍したが、加入直後の8月に膝の手術をしたため、12月まではメンバー外であった。マクデブルクでの初出場は翌年2月14日にまでずれこみ、この時のトゥルキェムスポル・ベルリン戦でスターティングメンバーに名を連ねたが僅か15分で負傷交代、本格復帰は4月11日のFCザンクト・パウリII戦までかかった。その後はレギュラーの座を掴むが、2011-12シーズンにクラブは最下位の18位に沈み、2012年5月20日にクラブはチームの立て直しの為に選手の大量放出を決定し、その中に彼も含まれた。
2012年9月にフィリピン・ユナイテッド・フットボールリーグのグローバルFCに移籍。
2013年にドイツに戻りTSVハーフェルゼに加入、3シーズンを過ごした後にFCステルン・ミスブルフに移籍し1シーズン在籍後選手を引退した。

## 代表歴
フィリピンに出自を持つので、彼はフィリピン代表でプレーするのが夢であると語っていた。そんな彼にフィリピン代表から初招集がかかったのは2012年1月半ば、AFCチャレンジカップ2012に向けての代表であった。初出場となったのは非公式試合であり、利川シチズンFC戦であった。その後も2月半ばに行われた中東遠征で、アル・アハリ・ドーハと非公式試合を行いこれに出場、ここでは得点という結果も残した。前後して公式試合初出場となったのは1月29日に行われたマレーシア代表との親善試合で、フィリピン代表唯一の得点を奪ったものの後半に入ってマレーシア代表に追い付かれた。
フィリピンピースカップ2012の際にも代表に招集され、9月27日に行われた澳門代表戦ではハットトリックを達成し5-0で勝利、29日の台湾代表戦でも開幕弾を決めて3-1で勝利した。また、2012 AFFスズキカップにも出場しグループステージ2試合に出場、決勝ラウンド進出の一助となったが、準決勝のシンガポール代表戦で途中出場では得点を決める事が出来ず、フィリピン代表はここで敗退となった。また、彼自身もこれ以降代表に招集される事はなかった。